# Musculus puborectalis
De musculus puborectalis is een lusvormige spier van het bekken, die gevormd is uit de vezels van beide musculi levatores ani. De musculus puborectalis gaat over in de musculus sphincter ani externus (uitwendige kringspier). Deze lus loopt om de flexura perinaeaca heen, de convexe bocht van de endeldarm boven de anus.

Tijdens de ontlasting ontspant de musculus puborectalis zich, met als gevolg een rechte doorgang van de anus en de endeldarm ter vergemakkelijking van de stoelgang. De musculus puborectalis is naast de musculi sphincteres ani externus et internus de belangrijkste ‘afsluiter’ van het anus- en endeldarmkanaal. Een verwonding van de musculus puborectalis leidt tot ernstiger incontinentie dan het geval is bij beschadiging van de overige sluitspieren.